# Гершевич, Матвей Матвеевич
Матве́й Матве́евич Герше́вич — российский бурятский политический деятель, Председатель Народного Хурала Республики Бурятия с 11 декабря 2007 по 23 апреля 2015 года (IV и V созывы).

## Биография
Матвей Гершевич родился 28 февраля 1948 года в селе Улюн Баргузинского района Бурят-Монгольской АССР. По материнской линии его корни уходят к сосланным в Баргузинскую долину евреям, которые участвовали в польском восстании 1830-1831 гг.
В 1964 году после окончания средней школы поступил в Свердловский юридический институт. В 1970 году Гершевич получил диплом по специальности «правоведение».
В том же году, вернувшись в Бурятию, трудовую деятельность начал следователем прокуратуры Кяхтинского района.
В 1973-1974 годах проходил службу в рядах Советской Армии. После армии работал прокурором следственного отдела прокуратуры Бурятской АССР. В 1975 году назначен прокурором Тункинского района.
С 1979 по 1987 год работает начальником отдела общего надзора прокуратуры Республики Бурятия. С 1987 по 1992 год – заместитель прокурора республики – начальник следственного управления.
В 1992 году назначен первым заместителем прокурора Республики Бурятия.
2 декабря 2007 года победил на выборах депутата Народного Хурала Республики Бурятия IV созыва по одномандатному избирательному округу № 30, включающему в себя территорию Баргузинского района.
11 декабря на первой сессии Народного Хурала Республики Бурятия IV созыва был избран Председателем Народного Хурала Республики Бурятия, став третьим по счёту спикером местного парламента.
В сентябре 2013 года Матвей Гершевич второй раз был избран Председателем Народного Хурала республики.
26 февраля 2015 года депутаты Народного Хурала надавили на спикера Матвея Гершевича, поставив на повестку очередной сессии Хурала вопрос об отстранении председателя Хурала с занимаемого им поста путём голосования. В результате этого Гершевич принял решение о добровольном и досрочном прекращении своих полномочий в апреле 2015 года.

## Награды и звания
- Почётная Грамота Президиума Верховного Совета Бурятской АССР (1982)
- медаль «За строительство Байкало-Амурской магистрали» (1984)
- Почётное звание «Заслуженный юрист Бурятской АССР» (1991)
- нагрудный знак «Почётный работник Прокуратуры Российской Федерации» (1994)
- Почётное звание «Заслуженный юрист Российской Федерации» (1997)
- именное огнестрельное оружие (2006)
- медаль «Ветеран прокуратуры» (2007)
- Орден Полярной звезды (2014, Монголия)[4]
- Орден Дружбы (2014)[5]